# 彼得森角
彼得森角（英語：Cape Petersen），是南極洲的海岬，位於埃爾斯沃思地的瑟斯頓島北部，處於飛魚角東北面33公里，在1946年12月根據美國海軍拍攝的空中照片繪入地圖，現時由南極條約體系管理。